# Tuor
Tuor è un personaggio di Arda, l'universo immaginario creato dallo scrittore inglese J.R.R. Tolkien. È figlio di Huor, congiunto degli Haladin e discendente della Casa di Hador, e di Rían, della Casa di Bëor.

## Biografia

### L'infanzia
In seguito alla morte del padre nella Nírnaeth Arnoediad, Rían, incinta del bimbo, ripara presso la regione del lago Mithrim.
Dopo il parto, affidato l'infante Tuor ai Sindar (i cosiddetti Elfi Grigi), Rían lascia la regione e raggiunto lo Haudh-en-Ndengin (in Sindarin, Tumulo del Massacro, dove erano stati accatastati i morti della Nirnaeth Arnoediad) vi si lascia morire di dolore. Tuor viene in seguito catturato dagli Esterling e fatto schiavo.

### La giovinezza
Dopo tre anni di schiavitù, Tuor riesce a fuggire ed inizia una vita da fuorilegge. Tuor viene scelto dal Vala Ulmo come strumento per i suoi disegni, e questi gli si mostra in sogno, ordinandogli di recarsi nella città elfica di Gondolin, per avvertire il re Turgon dell'avvicinarsi della Sorte dei Noldor.
Tuor giunge nel Nevrast, e nelle rovine di Vinyamar trova armi ed armatura che erano state abbandonate lì secoli prima, quindi, lungo la costa del Belegaer Ulmo stesso gli si palesa, dandogli un messaggio da riferire al re di Gondolin. Nel viaggio verso la città elfica, Tuor viene accompagnato dall'elfo Voronwë, unico superstite dell'ultima spedizione marittima inviata da Turgon alla volta di Valinor.

### La venuta a Gondolin
Dopo alterne vicende, Tuor giunge nella città elfica di Gondolin portando un messaggio di avvertimento di Ulmo per Turgon: la fine della città era prossima; il re tuttavia non lo tenne adeguatamente in considerazione, confidando che la forza della sua gente e la segretezza della città fossero sufficienti (benché le parole di un Vala bastassero per smentirle).
A Gondolin, Tuor prende in moglie Idril, figlia del re Turgon, che darà alla luce Eärendil il Beato. Pochi anni dopo, quando la città di Gondolin viene assediata da Morgoth, Tuor sfugge alla rovina della città, fuggendo con Idril e il giovane figlio. Con la sua nave Eärrámë giunse nell'Ovest raggiungendo infine Valinor. Tuor fu l'unico Uomo ad essere ammesso nei reami beati di Aman (qui possiamo notare la differenza con gli altri due matrimoni misti tra Elfi e Uomini: in questi casi, sia Lúthien che Arwen hanno scelto di rinunciare all'immortalità).
(J. R. R. Tolkien, Il Silmarillion)